# Cota zero (film)
Cota zero este un film românesc din 1987 regizat de Laurențiu Damian.